# 鹿林星
鹿林星（145523 Lulin），在2006年3月7日由台灣國立中央大學天文研究所林宏欽及廣州中山大學學生葉泉志合作發現（臨時的編號為2006 EM67）。
「鹿林」之名源由來自發現小行星的中央大學所屬鹿林天文台。另外該天文台亦同時發現另一顆第145534號小行星──中大星，而「中大」即為「中央大學」簡稱。此兩顆為首度台灣發現且由台灣命名的小行星，兩者一併於2007年6月26日被國際天文聯會批准命名。